# Мілтон (Північна Кароліна)
Мілтон (англ. Milton) — місто (англ. town) в США, в окрузі Касвелл штату Північна Кароліна. Населення — 155 осіб (2020).

## Географія
Мілтон розташований за координатами 36°32′16″ пн. ш. 79°12′29″ зх. д. / 36.53778° пн. ш. 79.20806° зх. д. (36.537663, -79.207936).  За даними Бюро перепису населення США в 2010 році місто мало площу 1,00 км², з яких 1,00 км² — суходіл та 0,00 км² — водойми.

## Демографія
Згідно з переписом 2010 року, у місті мешкало 166 осіб у 78 домогосподарствах у складі 48 родин. Густота населення становила 166 осіб/км².  Було 108 помешкань (108/км²).
Расовий склад населення:
| - 51,2 % — білих - 46,4 % — чорних або афроамериканців |

До двох чи більше рас належало 2,4 %. Частка іспаномовних становила 0,0 % від усіх жителів.
За віковим діапазоном населення розподілялося таким чином: 19,3 % — особи молодші 18 років, 57,8 % — особи у віці 18—64 років, 22,9 % — особи у віці 65 років та старші. Медіана віку мешканця становила 51,0 року. На 100 осіб жіночої статі у місті припадало 80,4 чоловіків;  на 100 жінок у віці від 18 років та старших — 71,8 чоловіків також старших 18 років.
Середній дохід на одне домашнє господарство  становив 47 019 доларів США (медіана — 28 214), а середній дохід на одну сім'ю — 68 212 долари (медіана — 61 875). Медіана доходів становила 42 500 доларів для чоловіків та 36 875 доларів для жінок. За межею бідності перебувало 23,3 % осіб, у тому числі 48,6 % дітей у віці до 18 років та 22,4 % осіб у віці 65 років та старших.
Цивільне працевлаштоване населення становило 77 осіб. Основні галузі зайнятості: виробництво — 31,2 %, роздрібна торгівля — 22,1 %, освіта, охорона здоров'я та соціальна допомога — 15,6 %, науковці, спеціалісти, менеджери — 9,1 %.